# Dr. Nassaulaan 12 (Assen)
Het pand aan de Dr. Nassaulaan 12 in Assen is een monumentaal herenhuis.

## Achtergrond
Het huis aan de Dr. Nassaulaan staat enigszins schuin ten opzichte van de straat en is georiënteerd op het tegenover gelegen hertenkamp. Het werd in 1897 gebouwd in een eclectische neorenaissance stijl, naar een ontwerp van Taeke Boonstra. De villa draagt de naam Betsy, naar oud-bewoonster Betsy Offerhaus. Aan de overkant van de straat staat villa Aschwing. Het pand valt binnen het beschermd stadsgezicht van Assen.
Het gebouw was in de jaren zestig en zeventig van de 20e eeuw een kantoor van Rijkswaterstaat. Later werd het weer een woonhuis. commissaris der Koningin Relus ter Beek woonde er tot zijn overlijden in 2008.

## Beschrijving
Het uit twee bouwlagen bestaande pand is opgetrokken in baksteen onder een afgeknot schilddak. De gevels zijn gedecoreerd met speklagen, natuurstenen en gepleisterde details, een hardstenen plint, een geprofileerde cordonlijst en een entablement. De voorgevel is asymmetrisch; in het drie-assige linkerdeel zijn op de begane grond twee vensters geplaatst naast een entree, op de verdieping drie vensters. Voor het risaliet aan de rechterzijde is een veranda geplaatst, met een terras van hardsteen en een vloermozaïek. De zijwanden dragen een afdak gedekt met zinken platen met imitatieschubben, waarop een balkon met smeedijzeren hekken tussen houten balusters. Op het plat komt een porte brisée uit, erboven een gebogen fronton met profielrand en de naam Betsy in een cartouche. De dakkapel hierboven heeft klauwstukken met voluten en een kroonlijst, waarop een fronton met diepliggend timpaan staat.

## Waardering
Het huis is "van architectuurhistorische waarde vanwege de vormgeving, de gebruikte materialen en als gaaf voorbeeld van representatieve laat negentiende-eeuwse woonhuisarchitectuur" en werd daarom in 1994 als rijksmonument opgenomen in het Monumentenregister.